# Himerios
Himerios (* um 320 in Prusias ad Hypium in Bithynien; † nach 383 in Athen) war ein bedeutender athenischer Rhetor der Spätantike.

## Leben
Himerios wurde um 320 als Sohn des bithynischen Rhetors Ameinias geboren. Seine Kindheit verbrachte er in Prusias, sein Rhetorikstudium in Athen; ob er dort Schüler des Proaeresius war, wie verschiedentlich vermutet worden ist, lässt sich nicht entscheiden. Nach Abschluss seiner Studien begab er sich zunächst nach Konstantinopel und eröffnete dort wohl 343 eine Schule. Bis 352 blieb er in der Hauptstadt, ehe er nach Athen übersiedelte und dort seine Lehrtätigkeit aufnahm. Im Winter 361/362 begab er sich an den Hof Kaiser Julians, weil er sich offenbar eine Stellung bei Hofe erhoffte. Der frühe Tod des Kaisers 363 machte diese – wohl ohnehin übertriebene – Hoffnung aber zunichte. Nach dem Tod Kaiser Julians verliert sich zunächst die Spur des Himerios; er scheint erst gegen 369 nach Athen zurückgekehrt zu sein und seine Lehrtätigkeit wieder aufgenommen zu haben. Bis zu seinem Tod dürfte er dann Athen nicht mehr verlassen haben.

## Werk
Insgesamt haben sich entweder direkt oder in mehr oder weniger ausführlichen Exzerpten (Auszügen) des Photios 74 Reden erhalten. Inhaltlich handelt es sich dabei um Übungsreden aus dem Schulbetrieb, Grußadressen an kaiserliche Beamte sowie Reden zu privaten Anlässen. Himerios zeichnet sich dabei durch einen ausgesprochen Asianischen, mitunter fast poetisch anmutenden Stil aus, der zeittypisch war, später aber wenig Anerkennung gefunden hat.

## Ausgaben und Übersetzungen
- Aristide Colonna (Hrsg.): Himerius: Declamationes et orationes cum deperditarum fragmentis. Accademia dei Lincei, Rom 1951
- Harald Völker: Himerios. Reden und Fragmente. Wiesbaden 2003 (grundlegende Übersetzung der Reden des Himerios mit ausführlicher Einleitung)